# 알바니아 U-17 축구 국가대표팀
알바니아 U-17 축구 국가대표팀(알바니아어: Kombëtarja shqiptare nën-17 e futbollit)은 알바니아를 대표하는 17세 이하의 축구 국가대표팀으로, 알바니아의 축구 관리 기관인 알바니아 축구 협회의 관리를 받는다. UEFA U-17 축구 선수권 대회과 FIFA U-17 월드컵에 참가한 적은 없었지만 2025년에 UEFA U-17 축구 선수권 대회를 알바니아가 개최하게 되면서 최초로 주요 유럽 축구 대항전에 참가하게 되었다.